# 彎曲溪 (阿拉斯加州)
彎曲溪（英語：Crooked Creek）是位於美國阿拉斯加州貝塞爾人口普查區的一個非建制地區和人口普查指定地區。根據2010年美國人口普查，該地人口為105人，而該地的面積約為278.10平方千米。

## 地理
彎曲溪的座標為61°51′35″N 158°07′44″W / 61.85972°N 158.12889°W，而該地的平均海拔高度為76米（即249英尺）。